# Northrop F-20
Die Northrop F-20 Tigershark ist eine Weiterentwicklung der Northrop F-5 Tiger, weshalb sie anfangs auch als F-5G bezeichnet wurde. Die Tigershark war der General Dynamics F-16 leistungsmäßig unterlegen, weshalb es auch keinen Auftrag von der United States Air Force für die F-20 gab.

## Beschreibung
Die Flugzeugzelle der F-20 basierte weitgehend auf der der F-5, allerdings kam nun ein EFIS-Cockpit zum Einsatz. Um die Fertigungs- und Wartungskosten zu reduzieren, wurde eine einstrahlige Auslegung mit einem Triebwerk vom Typ General Electric F404-GE-100 gewählt, welches jedoch deutlich leistungsfähiger als die zwei Triebwerke der F-5 war. Obwohl zwei Prototypen verloren gingen, wies die F-20 eine Zuverlässigkeit von 97 % auf. Die Leistungsfähigkeit der Maschine konnte gegenüber dem Ausgangsmuster deutlich verbessert werden, wobei die Erwartungen übertroffen wurden.
Anfangs wurden drei Exemplare gefertigt, von denen das erste im August 1982 abhob. Nachdem zwei Maschinen verlorengegangen waren, wurde mit der Konstruktion einer vierten Zelle begonnen. Nachdem sich die United States Air Force im Jahr 1986 jedoch für die General Dynamics F-16 entschieden hatte, wurden die Arbeiten abgebrochen. Einige Länder, darunter Deutschland und die Schweiz, bekundeten Interesse an der Maschine. Südkorea und Indien wollten Northrop die Fertigungsrechte und Zeichnungen abkaufen. Der Kongress der Vereinigten Staaten verhinderte allerdings einen Technologietransfer, da man die Exportchancen der F-16 beeinträchtigt sah, woraufhin Northrop das Programm aufgab.

## Technische Daten
| Kenngröße                | Daten |
| ------------------------ | --- |
| Typ                      | einsitziges taktisches Jagdflugzeug                                                                               |
| Länge                    | 14,40 m |
| Flügelspannweite         | 8,53 m |
| Tragflügelfläche         | 17 m² |
| Flügelstreckung          | 4,28 |

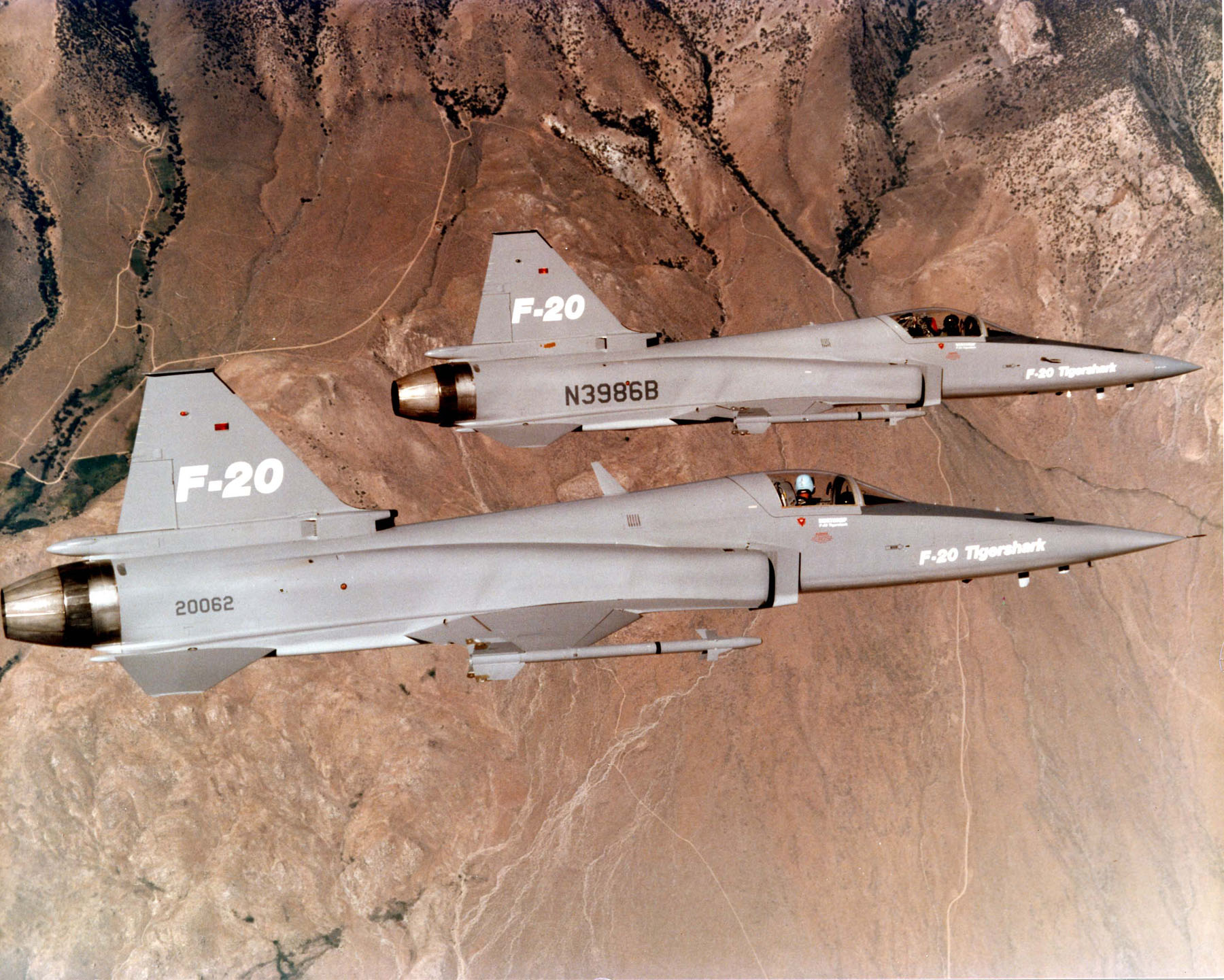
Zwei F-20 im Formationsflug

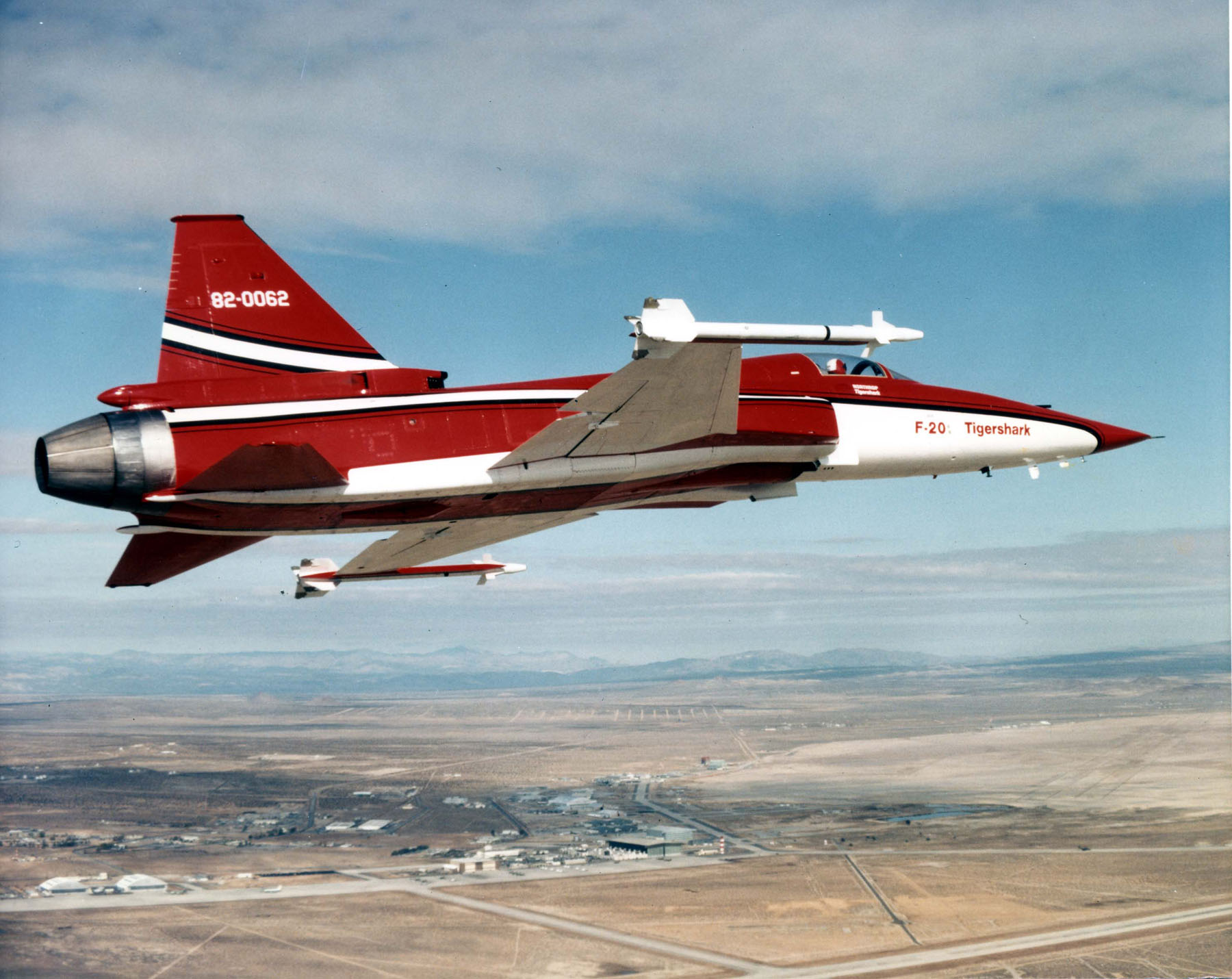
Die F-20 (S/N 82-0062) in den Northrop-Unternehmensfarben

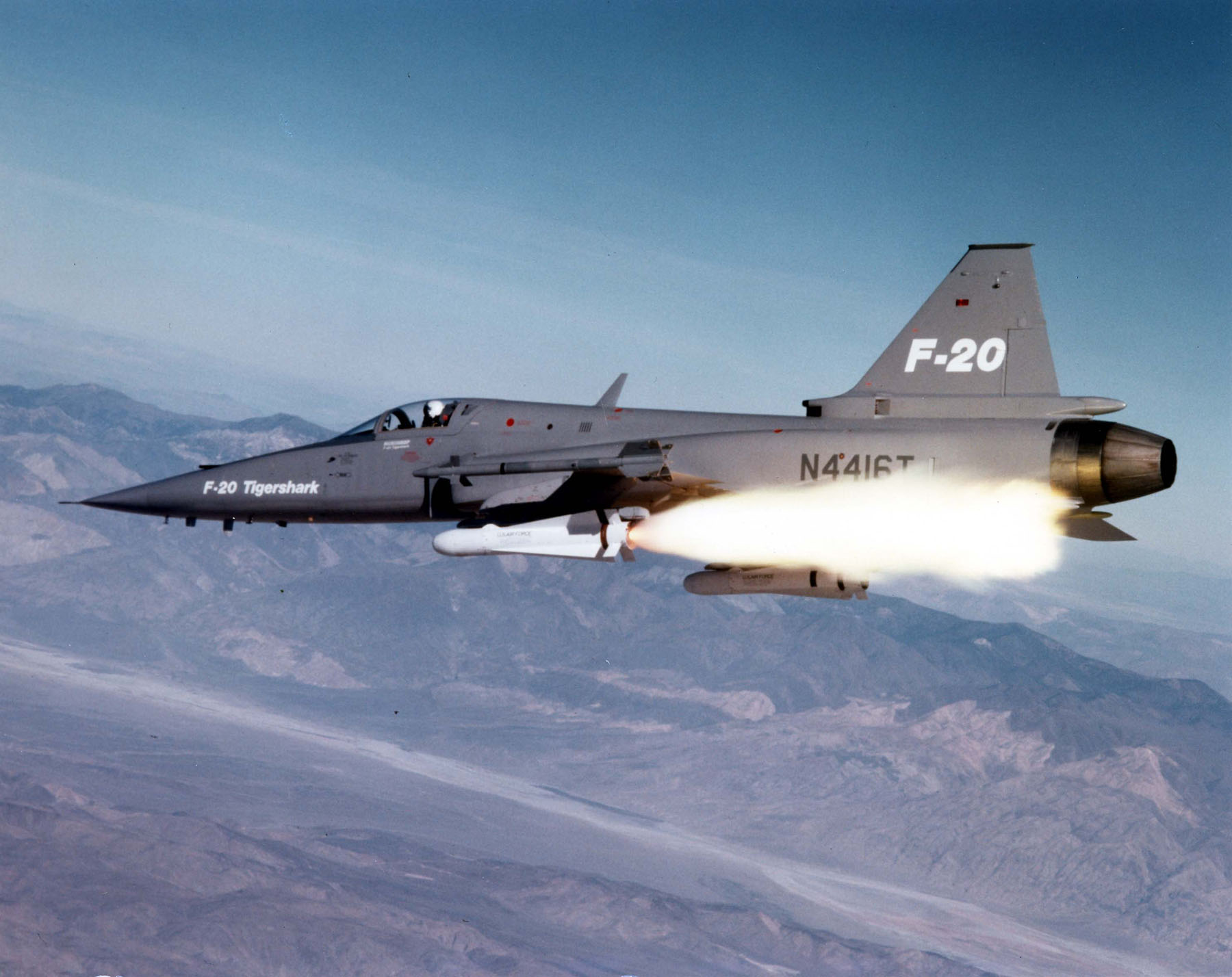
F-20 beim Testschuss einer AGM-65 Maverick

| Tragflächenbelastung     | - minimal (Leermasse): 299 kg/m² - nominal (normale Startmasse): 402 kg/m² - maximal (max. Startmasse): 701 kg/m² |
| Höhe                     | 4,20 m |
| Leermasse                | 5.090 kg |
| normale Startmasse       | 6.830 kg |
| max. Startmasse          | 11.920 kg |
| Höchstgeschwindigkeit    | Mach 2,1 bzw. 2.334 km/h auf optimaler Höhe                                                                       |
| Dienstgipfelhöhe         | 17.315 m |
| maximale Steigrate       | 255 m/s |
| Einsatzradius            | 555 km |
| Überführungsreichweite   | - mit externen Zusatztanks: 2.760 km - ohne externen Zusatztanks: 1.019 km                                        |
| Triebwerke               | ein Mantelstromtriebwerk General Electric F404-GE-100                                                             |
| Schub                    | - mit Nachbrenner: 80,09 kN - ohne Nachbrenner: 54,05 kN                                                          |
| Schub-Gewicht-Verhältnis | - maximal (Leermasse): 1,60 - nominal (normale Startmasse): 1,20 - minimal (max. Startmasse): 0,68                |

### Bewaffnung
- 2 × 20-mm-Kanonen M39A2 mit 280 Schuss
- 5 × externe Lastenträger für bis zu 3.600 kg Waffenlast:
  - 30-mm-Kanonenbehälter GPU-5/A
  - 2 × AIM-7F Sparrow
  - 6 × AIM-9L Sidewinder
  - 4 × AGM-65 Maverick
  - 9 × Mk-82-Bomben
  - 4 × Paveway-Laser-Lenkbomben

## Trivia
In einem Werbespot von Peugeot aus dem Jahr 2014 werden Teile eines F-20-Werbefilms benutzt.